# Nordiske korsflag
Nordiske korsflag (undertiden skandinaviske korsflag) er en gruppe flag, der almindeligvis forbindes med Norden, hvor flagmønsteret opstod. Flagene har et gennemgående kors med den lodrette stribe i korset forskudt mod flagstangen.
Det første flag med denne udformning var det danske Dannebrog. Derefter fulgte Sverige, Norge, Finland, Island og enkelte undernationale enheder i disse lande. Norges flag var det første nordiske korsflag med tre farver. Selv om mange flag bruger det samme mønster, har de forskellig historie og symbolik.
Flere nationale mindretal i lande omkring Østersøen er efter Sovjetunionens opløsning begyndt at anvende variationer af nordiske korsflag, blandt andet for at styrke forbindelserne til de skandinaviske lande og hævde en baltisk identitet, fri fra russisk indflydelse.

## De nordiske landes nationalflag
- Dannebrog
- Sveriges flag
- Norges flag
- Islands flag
- Finlands flag

### Autonome regioner med nordiske korsflag
- Merkið, Færøernes flag
- Ålands flag

### Andre nordiske korsflag
- Kalmarunionens flag
- Nordisk Flagselskabs flag

### Uofficielle lokalflag i Norden

#### Danmark
- Bornholmsflaget
Designet af Bent Kaas
- Anden udgave af Bornholmsflaget
- Jydske fane
- Vendsyssels flag

#### Sverige
- Bohusläns flag
- Skånelands flag
- Östergötland
- Småland
- Vestra Götaland og Vestsverige
- Gotland
- Hälsingland
- Härjedalen
- Härjedalen
(alternativ version)
- Sverigefinnernes flag
- Norrland
- Öland

#### Finland
- Finlandssvenskernes flag

## Andre regioner uden for de nordiske lande med nordiske korsflag

### Finsk-ugriske folk
- Karelernes flag
- Republikken Nordingermanlands flag
- Setomaas flag
- Vepsernes flag
- Voternes flag
- Pärnus flag

### Frisland
- Forslag til et inter-frisisk flag af den separatistiske Groep fan Auwerk
- Nordfrislands flag som korsflag, anvendt af danskesindede nordfrisere

### Andre
- Orkneyøernes flag
- Shetlandsøernes flag
- Caithness' flag
- West Riding of Yorkshires flag
- Normandiets flag
- Calais' flag
- Oldenborgs flag
- Pulas flag
- Stavropol krajs flag
- Tbilisis flag

## Tidligere nordiske korsflag
- Nordens flag
(1430-1523)

### Norge
- Norges handelsflag under unionen med Sverige
(1844-1899)

### Sverige
- Svensk splitflag med 2 tunger
(1562-1650)
- Sveriges handelsflag under unionen med Norge
(1844-1905)
- Svensk-norsk orlogsflag
(1815-1905)
- Alternativt svensk-norsk orlogsflag med 2 tunger
(1815-1905)
- Svensk orlogsflag
(1844-1905)
- Svensk statsflag
(1897-1905)
- "Sildesalaten", det svensk-norske unionsflag
(1844-1905)

## Fodnoter
1. ↑  Et kors, hvor alle fire arme når flagkanten